# Шенгельды (Туркестанская область)
Шенгельды (каз. Ұзынқұдық) — село в Отырарском районе Туркестанской области Казахстана. Входит в состав Коксарайского сельского округа. Находится примерно в 19 км к западу от районного центра, села Шаульдер. Код КАТО — 514837229.

## Население
В 1999 году население села составляло 581 человек (288 мужчин и 293 женщины). По данным переписи 2009 года, в селе проживал 561 человек (297 мужчин и 264 женщины).